# Eucyclodes gavissima
Eucyclodes gavissima là một loài bướm đêm thuộc họ Geometridae. Nó được tìm thấy ở Indian subregion, miền tây Trung Quốc, Đài Loan, Sumatra và Borneo.
Ấu trùng ăn các loài the flowers của Memecylon.

## Phụ loài
- Eucyclodes gavissima gavissima
- Eucyclodes gavissima aphrodite (miền tây China, Taiwan)

## Hình ảnh

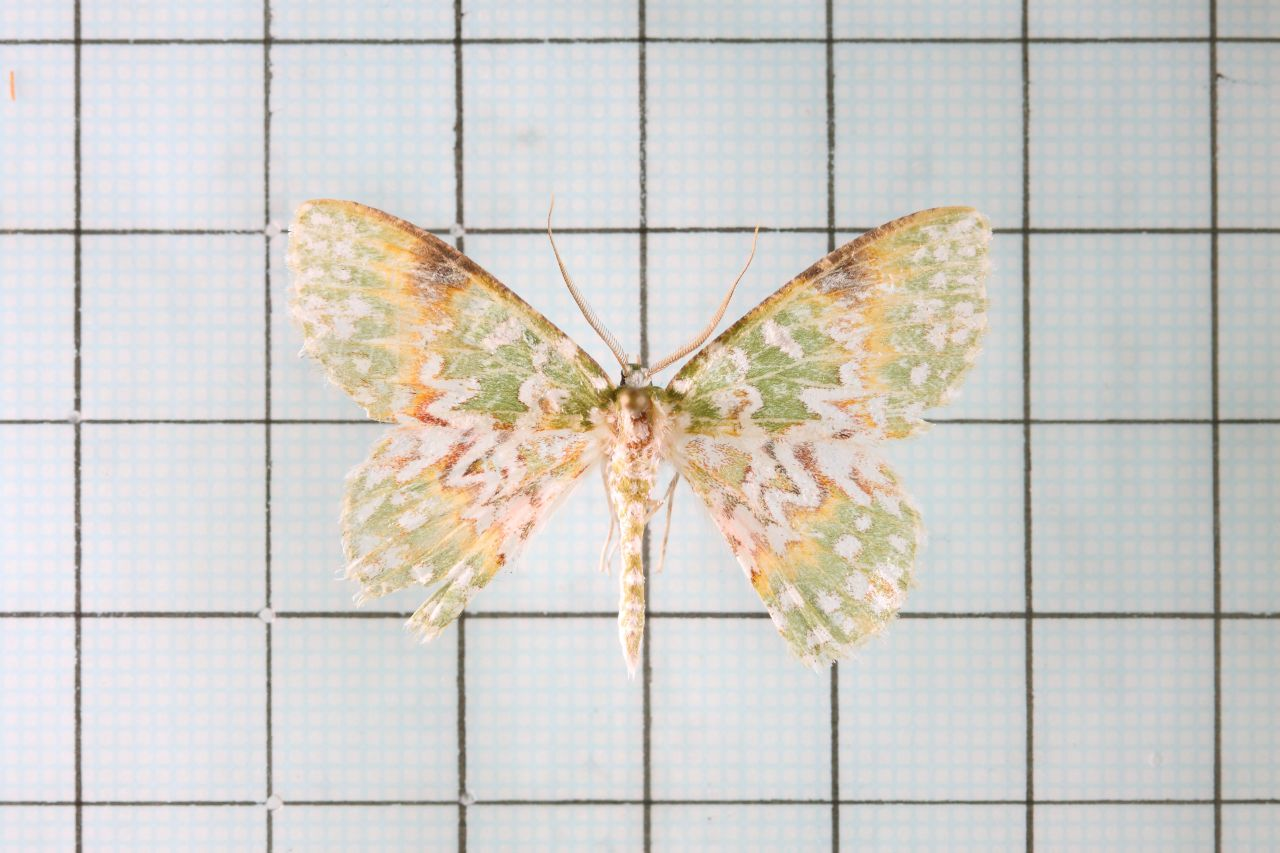
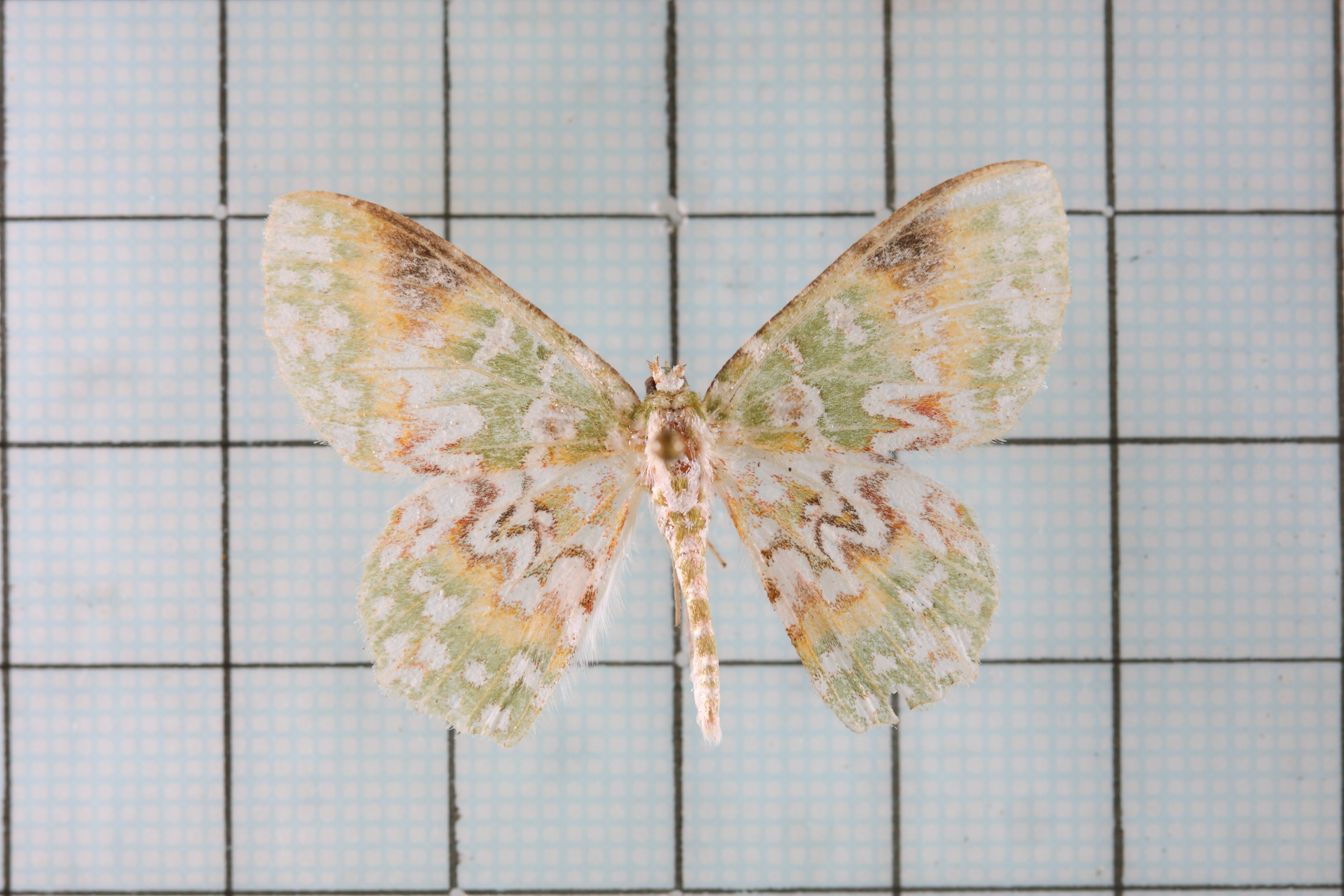